# Diecéze cremonská
Diecéze cremonská je římskokatolická diecéze v italské Cremoně.
Je sufragánní diecézí arcidiecéze milánské a je součástí církevní oblasti Lombardie. Diecézní katedrálou je cremonský dóm.

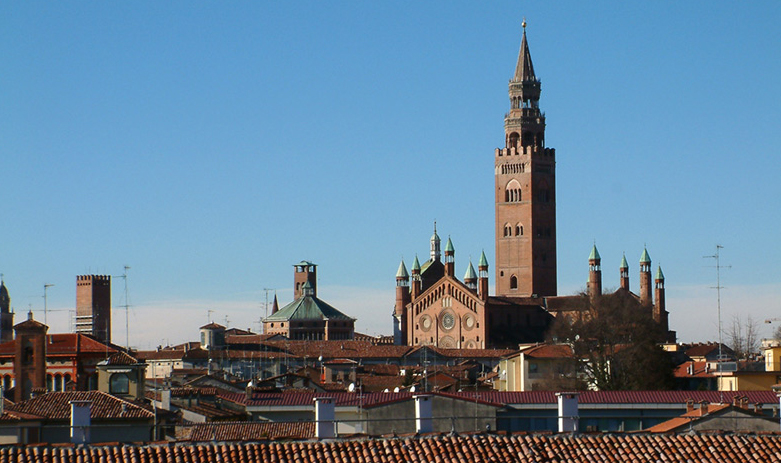
Katedrála Nanebevzetí Panny Marie (Cremona)